# This Nation's Saving Grace
Albums de The Fall
The Wonderful and Frightening World of The Fall
(1984) Bend Sinister
(1986)
This Nation’s Saving Grace est un album de The Fall, sorti en 1985, à l'origine en 33 tours seulement.
Au début de 1985, Paul Hanley et son frère Steve Hanley avaient quitté le groupe. Une tournée fut entreprise et le groupe enregistra le double single Couldn't Get Ahead / Rollin' Dany et le single Cruiser's Creek avec Simon Rogers à la basse. Le groupe avait rencontré Rogers par l'intermédiaire du danseur de ballet Michael Clark et il avait déjà coproduit les premiers enregistrements de l'autre groupe de Brix Smith, The Adult Net. Lorsque Hanley revint, Rogers resta dans le groupe, passant à la guitare et aux claviers. Le retour de Hanley est signalé par l'inscription « S Hanley! He's Back » sur le sillon final de la face A de l'album.